# 2105 Gudy
2105 Gudy eller 1976 DA är en asteroid i huvudbältet som upptäcktes den 29 februari 1976 av den tyske astronomen Hans-Emil Schuster vid La Silla-observatoriet. Den är uppkallad efter Gudrun Werner.
Asteroiden har en diameter på ungefär 19 kilometer.